# NGC 1306
NGC 1306 ist eine Spiralgalaxie vom Hubble-Typ Sb im Sternbild Chemischer Ofen am Südsternhimmel. Sie ist schätzungsweise 61 Millionen Lichtjahre von der Milchstraße entfernt. Die Entfernungsmessungen basierend auf den Radialgeschwindigkeiten stimmen nicht mit den rotverschiebungsunabhängigen Entfernungsschätzungen von 108 Millionen Lichtjahren überein.

Das Objekt wurde im Jahre 1886 von dem Astronomen Ormond Stone entdeckt.